# Содус (селище, Нью-Йорк)
Содус (англ. Sodus) — селище (англ. village) в США, в окрузі Вейн штату Нью-Йорк. Населення — 1667 осіб (2020).

## Географія
Содус розташований за координатами 43°14′14″ пн. ш. 77°3′46″ зх. д. / 43.23722° пн. ш. 77.06278° зх. д. (43.237102, -77.062753).  За даними Бюро перепису населення США в 2010 році селище мало площу 2,44 км², уся площа — суходіл.

## Демографія
Згідно з переписом 2010 року, у селищі мешкало 1819 осіб у 710 домогосподарствах у складі 446 родин. Густота населення становила 746 осіб/км².  Було 792 помешкання (325/км²).
Расовий склад населення:
| - 75,3 % — білих - 15,7 % — чорних або афроамериканців - 0,7 % — корінних американців - 0,6 % — азіатів - 3,1 % — осіб інших рас |

До двох чи більше рас належало 4,6 %. Частка іспаномовних становила 8,4 % від усіх жителів.
За віковим діапазоном населення розподілялося таким чином: 27,3 % — особи молодші 18 років, 60,6 % — особи у віці 18—64 років, 12,1 % — особи у віці 65 років та старші. Медіана віку мешканця становила 36,6 року. На 100 осіб жіночої статі у селищі припадало 89,5 чоловіків;  на 100 жінок у віці від 18 років та старших — 93,7 чоловіків також старших 18 років.
Середній дохід на одне домашнє господарство  становив 49 611 долар США (медіана — 35 250), а середній дохід на одну сім'ю — 54 294 долари (медіана — 43 906). За межею бідності перебувало 19,6 % осіб, у тому числі 27,2 % дітей у віці до 18 років та 6,6 % осіб у віці 65 років та старших.
Цивільне працевлаштоване населення становило 933 особи. Основні галузі зайнятості: освіта, охорона здоров'я та соціальна допомога — 30,2 %, виробництво — 21,8 %, роздрібна торгівля — 10,9 %, науковці, спеціалісти, менеджери — 8,4 %.